# Pronozivka, Hlobîne
Pronozivka (în ucraineană Пронозівка) este localitatea de reședință a comunei Pronozivka din raionul Hlobîne, regiunea Poltava, Ucraina.

## Demografie
Componența lingvistică a localității Pronozivka
     Ucraineană (95,32%)
     Rusă (3,28%)
Conform recensământului din 2001, majoritatea populației localității Pronozivka era vorbitoare de ucraineană (95,32%), existând în minoritate și vorbitori de rusă (3,28%) și armeană (1,17%).